# Knorr-Chinolin-Synthese
Die Knorr-Chinolin-Synthese, benannt nach dem deutschen Chemiker Ludwig Knorr, ist eine Namensreaktion aus dem Bereich der organischen Chemie und wurde 1886 erstmals beschrieben. Die Knorr-Chinolin-Synthese ermöglicht die Darstellung von Chinolin aus Anilin und β-Ketoestern. 

## Übersichtsreaktion
Unter Abspaltung von Wasser und Alkohol (im Beispiel: Methanol) kann mittels Cyclisierung aus Anilin und einem β-Ketoester, 2-Hydroxychinolin hergestellt werden. Die Reaktion läuft säurekatalysiert und bei hohen Temperaturen ab:
Die Knorr-Chinolin-Synthese ist ähnlich der Conrad-Limpach-Chinolinsynthese, mit der unter niedrigen Temperaturen 4-Hydroxychinolin hergestellt werden kann.

## Reaktionsmechanismus
Der nachfolgende Reaktionsmechanismus ist in der Literatur beschrieben:
Zunächst kommt es zu einem Angriff der Aminogruppe des Anilins (1) an den β-Ketoester 2. Durch Protonenumlagerung und anschließende Eliminierung von Methanol bildet sich das Anilid 3. Nach anschließender Protonierung, kommt es durch Elektronenverschiebung zum Ringschluss. Durch Wasserabspaltung, Deprotonierung und nachfolgende Tautomerie, wird schließlich das 2-Hydroxychinolin 4 gebildet.

## Weiterführende Literatur
- Charles R. Hauser und George A. Reynolds: Reactions of β-Keto Esters with Aromatic Amines. Syntheses of 2- and 4-Hydroxyquinoline Derivatives In: Journal of the American Chemical Society. Band 70, 1948, S. 2402–2404, doi:10.1021/ja01187a025.